# The Yellow Rose of Texas
The Yellow Rose of Texas is een traditioneel Amerikaans volksliedje.
Het liefdeslied wordt geassocieerd met Emily D. West, een zwarte schuldslaaf die een belangrijke rol zou gespeeld hebben bij de Slag bij San Jacinto, die gewonnen werd door de Texanen.

## Oorsprong
De universiteit van Texas heeft een vroege, handgeschreven versie van het lied. Deze versie zou nog dateren uit de tijd van de Slag bij San Jacinto die plaatsvond op 21 april 1836, wat beschouwd wordt als keerpunt in de Texaanse Revolutie. Hoewel ongeveer vastligt van wanneer het lied dateert, staat niet met zekerheid vast wie de originele auteur was. De oudste gepubliceerde versie dateert van 2 september 1858 dragen de letter J.K. als auteur, wat waarschijnlijk een pseudoniem is.